# Tvegegletsjer
De Tvegegletsjer is een gletsjer in Nationaal park Noordoost-Groenland in het oosten van Groenland.
De gletsjer is vernoemd naar de vele toeleverende takken (tvege = tak) die deze gletsjer heeft.

## Geografie
De gletsjer is noordwest-zuidoost georiënteerd en heeft een lengte van meer dan 20 kilometer. Ze mondt in het zuidoosten uit in een gletsjerrivier in het Svejstrupdal dat uitkomt in het Lindemanfjord. De gletsjer heeft meerdere takken die onderweg samenkomen.
Ten oosten van de gletsjer ligt het Th. Thomsenland en verder naar het zuidoosten en naar het zuiden ligt het A.P. Olsenland.
Op ongeveer 25 kilometer naar het noorden ligt de Heinkelgletsjer en op ongeveer vijftien kilometer naar het zuiden de Pasterzegletsjer.